# Guilherme Franco
Guilherme Franco (São Paulo, 25 de novembro de 1946) é percussionista na área de fusion e World fusion music. Morreu em 12 de novembro de 2016 vítima de um AVC que sofreu em marco de 2015.
Ele gravou com diversos artistas de jazz como McCoy Tyner, Lonnie Liston Smith e Woody Shaw. Foi membro de "American Band" de Keith Jarrett de 1974 a 1975 e da "Paul Winter Consort" de Paul Winter nos anos 80.
Ele criou em 1981 uma escola de samba e uma bateria de escola de samba chamada Pé de Boi, que em termos liteirais no português do Brasil significa patada ou ainda um "chute muito forte".
Guilherme trabalhava com o baterista e executivo do cinema Richard Barata em trilhas sonoras para filmes na indústria cinematográfica de Nova Iorque.

## Discografia
Álbuns em que participou:
- 1972 Cry of My People Archie Shepp Percussion, Berimbau
- 1973 Golden Dreams Lonnie Liston Smith Percussion
- 1973 Impulse Years 1973-1974 Keith Jarrett Percussion
- 1974 Atlantis McCoy Tyner Percussion
- 1974 Backhand Keith Jarrett Percussion
- 1974 Black Love Carlos Garnett Percussion
- 1974 Bridge into the New Age Azar Lawrence Percussion
- 1974 Moontrane Woody Shaw Percussion
- 1974 Sama Layuca McCoy Tyner Percussion
- 1974 Treasure Island Keith Jarrett Percussion
- 1975 Death and the Flower Keith Jarrett Percussion
- 1975 Mysteries: Impulse Years 1975-1977 Keith Jarrett Percussion
- 1975 Pinnacle Buster Williams Percussion
- 1975 Shades Keith Jarrett Percussion
- 1975 Speak to Loneliness Terumasa Hino Percussion
- 1975 Summer Solstice Azar Lawrence Drums
- 1976 Fly with the Wind McCoy Tyner Tambourine
- 1976 Four Times Four McCoy Tyner Percussion, Conga, Tabla
- 1976 Reflections of a Golden Dream Lonnie Liston Smith Percussion
- 1977 Renaissance Lonnie Liston Smith Percussion
- 1978 Greeting McCoy Tyner Percussion, Conga, Berimbau
- 1978 Lenox Avenue Breakdown Arthur Blythe Percussion
- 1978 Live at Carnegie Hall & Montreaux, Switzerland Teresa *Brewer Percussion, Latin American Rhythm
- 1978 Thundering David Schnitter Percussion, Conga, Vocals
- 1979 Wintersong Paul Winter Consort Flute, Drums, Snare drum
- 1979 Best of Lonnie Liston Smith Lonnie Liston Smith Percussion
- 1980 Swish Michael Brecker/Harris Simon Group Percussion
- 1981 Para Los Amigos!! Gato Barbieri Percussion
- 1982 Missa Gaia/Earth Mass Paul Winter Percussion
- 1985 Concert for the Earth Paul Winter Consort with Susan Osborn Percussion
- 1986 Living Music Collection '86 Various Artists Percussion
- 1987 Balance C'est What?! Berimbau, Cuica
- 1987 Oscar! Oscar Castro-Neves Percussion
- 1988 Feeling of Jazz: Best of Impulse, Vol. 2 Various Artists Percussion
- 1988 Wolf Eyes Paul Winter Consort Percussion
- 1990 Earth: Voices of a Planet Paul Winter Consort Drums, Surdo, Agogo
- 1990 So & So: Mukai Meets Gilberto Astrud Gilberto with S. Mukai Percussion, Berimbau, Shaker
- 1991 Children of Ibeji Ivo Perelman Percussion, Drums, Vocals, Electric Berimbau
- 1991 Kele Mou Bana Don Pullen Percussion, Timbales, Berimbau, Timba
- 1991 Live from El Salvador Various Artists Drums
- 1991 Watercolors Lonnie Liston Smith Percussion
- 1992 Anthems Paul Winter Percussion
- 1992 Lunasea Lee Konitz with Peggy Stern Percussion
- 1992 Passing Thoughts Tana/Reid Percussion, Conga
- 1992 Sun Sun Casiopea Percussion
- 1993 Be Bop or Be Dead Umar Bin Hassan Percussion, Conga, Berimbau
- 1993 Caminhos Cruzados Larry Goldings Tabla, Pandeiro, Agogo, Cuica, Ganza, Tamborim
- 1993 Ekstasis Nicky Skopelitis Percussion, Conga, Sound Effects, Tambourine, Whistling, Whistle, Berimbau, Cuica, Cowbell
- 1993 Ode to Life Don Pullen & The African-Brazilian Conne Percussion, Berimbau, Timba
- 1993 Still Waters C'est What?! Drums, Berimbau, Cuica
- 1994 Man of the Forest Ivo Perelman Conga, Timbales, Bells, Pandeiro, Pandora, Cuica, Zabumba, Timba
- 1994 Dance of the Forest Rain Straight Ahead Percussion, Conga
- 1995 Palmetto Sampler Various Artists Berimbau
- 1996 Big Stuff Larry Goldings Percussion
- 1996 Latin Jazz Experience Various Artists Percussion
- 1996 Thank You, John! Our Tribute to John Coltrane Arkadia Jazz All-Stars Drums
- 1996 Traveling On Ted Curson Percussion
- 1997 Dark Journey Woody Shaw Percussion
- 1997 Last of the Line Woody Shaw Percussion
- 1997 Roots of Acid Jazz [GRP] Various Artists Percussion, Conga
- 1998 Best of Don Pullen Don Pullen Cymbals
- 1998 Capoeira: Legendary Music of Brazil Guilherme Franco Conga, Triangle, Vocals, Berimbau, Pandeiro, Surdo, Performer, Agogo, Cuica, Ganza, Quinto, Soprano Berimbau, Tenor Berimbau
- 1998 Greatest Hits Paul Winter Percussion
- 1998 Power Samba Band Pe de Boi Percussion, Arranger, Vocals, Producer
- 1998 Priceless Jazz Keith Jarrett Percussion
- 1999 Afro Blue [Blue Note] Various Artists Percussion
- 1999 Another Blue T.K. Blue Percussion
- 1999 Apparition John McKenna Percussion
- 1999 Brazilian Watercolor Ivo Perelman Percussion, Wood Flute
- 1999 Down Here Below Jeffery Smith Percussion, Drums
- 1999 Future Jazz Howard Mandel Percussion, Timba
- 1999 Three Flutes Up Chip Shelton Percussion
- 2000 Givin' Away the Store, Vol. 2 Woody Shaw Percussion
- 2000 Ichi-Ban Louis Hayes Percussion
- 2000 Incontournables McCoy Tyner Percussion
- 2000 New Mo Swing: The Ancient and Modern Moabites, Vol. 1 Napoleon Revels-Bey Percussion
- 2001 Easy Living: Jazz Bossa Various Artists Percussion
- 2001 Essential Thiago De Mello Thiago De Mello Percussion
- 2001 It's About Love Various Artists Percussion
- 2003 Flying Funk Various Artists Percussion
- 2003 Plant the Seed Plant the Seed Percussion
- 2004 It Doesn't Matter Lou Watson Percussion
- 2005 African Spirits: A Spiritual Jazz Journey Looking Bac Various Artists Percussion
- 2005 Hit the Rhodes, Jack Various Artists Percussion
- 2006 Fort Yawuh/Death and the Flower Keith Jarrett Percussion
- 2006 House That Trane Built: Story of Impulse Records Various Artists Percussion
- 2006 Impulse Story Keith Jarrett Percussion
- 2006 Milestone Profiles McCoy Tyner Percussion
- 2006 O Nosso Amor Mark Weinstein Percussion
- Best of Keith Jarrett Keith Jarrett Percussion
- Mysterious Flying Orchestra Mysterious Flying Orchestra Percussion